# نیروگاه بادی کلاید
نیروگاه بادی کلاید (انگلیسی: Clyde Wind Farm) یک نیروگاه بادی با ظرفیت تولید برق ۵۲۲ مگاوات است که در نزدیکی ابینگتون، لانارکشر جنوبی، اسکاتلند قرار دارد.

## طراحی و ساخت
مرحله اول این پروژه که توسط مجلس اسکاتلند در ماه ژوئیه ۲۰۰۸ تصویب گردید مشتمل بر ۱۵۲ توربین بواسطه شرکت اس‌اس‌ای می‌باشد که قادر به تأمین برق ۲۰۰٬۰۰۰ خانه است.